# Hochschule für Wirtschaft Zürich
Die Hochschule für Wirtschaft Zürich, abgekürzt HWZ, offizieller Name HWZ Hochschule für Wirtschaft Zürich, englisch HWZ University of Applied Sciences for Business Administration Zurich, ist eine staatlich akkreditierte private Fachhochschule für Wirtschaftswissenschaften sowie eine Fort- und Ausbildungsstätte für Wirtschaftsfachkräfte in der Stadt Zürich. Die HWZ bietet berufsbegleitende Studiengänge an, bei denen eine Berufstätigkeit von 50 bis zu 100 Prozent möglich ist. Sie befindet sich im Zentrum Zürichs beim Zürcher Hauptbahnhof.

## Geschichte

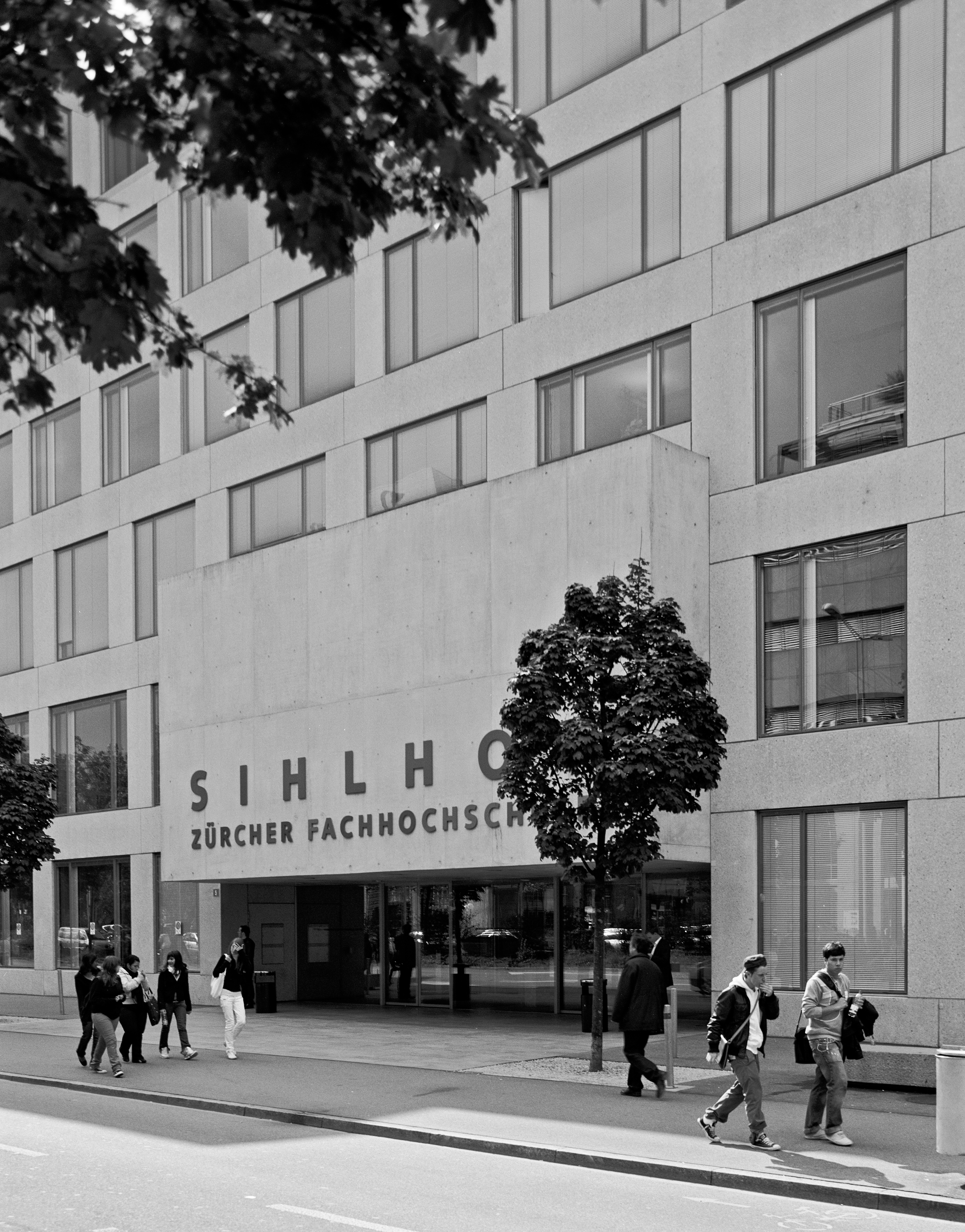
Eingang des Schulhauses Sihlhof an der Lagerstrasse 5 in Zürich-Aussersihl

Im Jahre 1986 gründeten der KV Schweiz und die Juventus Schulen die Höhere Wirtschafts- und Verwaltungsschule (HWV), welche berufsbegleitend besucht werden konnte. Die Schule wurde vom Schweizerischen Institut für Betriebsökonomie (SIB) und den Juventus Schulen geführt. 1998 erhielt die HWV vom Bundesrat die Erlaubnis, eine Fachhochschule einzurichten, die den Namen Hochschule für Wirtschaft und Verwaltung Zürich trug. Im Juni 2001 wurde der Studienbereich Wirtschaft und Verwaltung aus der von Juventus und KV Schweiz gegründeten einfachen Gesellschaft zum Betrieb der Hochschule für Technik, Wirtschaft und Verwaltung Zürich herausgelöst und in eine Aktiengesellschaft eingebracht. Im Februar 2006 wurde die Schule in Hochschule für Wirtschaft Zürich umbenannt, im August desselben Jahres in HWZ Hochschule für Wirtschaft Zürich. Die Trägergesellschaft wurde 2010 zur HWZ Hochschule für Wirtschaft Zürich AG. 2016 wurde die Academy gegründet, die sich auf Seminare und Weiterbildungsangebote für Firmen spezialisiert. Die HWZ wurde 2016 nach neuem HFKG institutionell akkreditiert und 2023 reakkreditiert. 2017 gründete die HWZ das erste Institute for Digital Business der Schweiz.
Die Hochschule befindet sich im Schulungszentrum Sihlhof Zürich. Der Sihlhof befindet sich im Raum der Europaallee sowie dem Hauptbahnhof Zürich und dient des Weiteren als Teil-Campus der Höheren Fachschule für Wirtschaft SIB sowie der Pädagogischen Hochschule Zürich (PHZH).
Die HWZ bietet Studiengänge in Betriebsökonomie, Kommunikation und Wirtschaftsinformatik/Business Engineering an. Studiengänge der HWZ adressieren sowohl die Bachelor-Stufe als auch Master-Studiengänge.

## Studiengänge und Kurse

### Bachelor of Science (BSc.)
- Bachelor of Science HWZ in Betriebsökonomie
- Bachelor of Science HWZ in Business Communications
- Bachelor of Science HWZ in Digital Business & AI

Vertiefungen / Majors:
- Major AI Marketing & Sales / Wirtschaftspsychologie
- Major Banking & Finance
- Major Consulting, Coaching & Leadership / Wirtschaftspsychologie
- Major Integrated Digital Business & AI Management
- Major Sustainable Business Development & Entrepreneurship
- Major UX & Data Driven Organizations
- Major Wirtschaftsrecht & Compliance

### Bachelor Passerelle HFW–FH
- Passerellen-Studium zu (BSc.) 2 Semester mit Anschluss ins 7. Semester Bachelor of Science HWZ in Betriebsökonomie

### Master of Science (MSc.)
- Master of Science in Business Administration (Major: Digital Strategy)
- Master of Science in Banking & Finance

### Executive Master of Business Administration
- Executive MBA in Digital Leadership HWZ
- Executive MBA in General Management HWZ

### Doppelabschluss MBA und EMBA
- Executive MBA in Business Administration

### Weiterbildungszertifikate

#### Certificate of Advanced Studies (CAS)
in den Fachbereichen 
- Accounting & Controlling
- Analytics, Data Science & ICT
- Banking & Finance
- Compliance & Law
- Consulting & Innovation
- Digital Transformation
- Health Care Management
- Human Resources (HR)
- Kommunikation
- Management & Leadership
- Marketing
- Retail & Sales
- Real Estate Management
- Sustainability

#### Diploma of Advanced Studies (DAS)
in den Fachbereichen 
- Accounting & Controlling
- Kommunikation

#### Master of Advanced Studies (MAS)
in den Fachbereichen 
- Accounting & Controlling
- Analytics, Data Science & ICT
- Banking & Finance
- Compliance & Law
- Consulting & Innovation
- Digital Transformation
- Health Care Management
- Human Resources (HR)
- Kommunikation
- Management & Leadership
- Marketing
- Retail & Sales
- Real Estate Management
- Sustainability